# Галогенез
Галогенез (рос.галогенез, англ. halogenesis; нім. Halogenese f, Salzbildung f) — процес осадонакопичення, з яким пов'язане відкладення мінеральних солей в осадових басейнах (водоймищах) земної кори з водних розчинів різноманітного хім. складу і походження.
У залежності від хім. складу початкових водних розчинів можливий розвиток хлоридного, сульфатного, содового галогенезу.
Велика частина солеродних басейнів минулого пов'язана з розвитком Г. хлоридного і сульфатного типів, в яких формувалися великі поклади калійних солей.
Водоймища з содовим типом Г. територіально пов'язані з гористо-складчастими областями (Анди і Кордильєри, Тибет і інш.), рифтовими структурами (озера Африки) і западинами кінцевого стоку континентальних вод (озера Кулундінського степу).